# Bothrops pulchra
Espèce
Synonymes
- Trigonocephalus pulcher Peters, 1862
- Lachesis pulcher (Peters, 1862)
- Bothrops pulcher (Peters, 1862)
- Bothriopsis pulchra (Peters, 1862)
- Bothrops alticola Parker, 1934
- Bothriechis alticolus (Parker, 1934)
- Bothrops albocarinata Shreve, 1934
- Bothriechis albocarinata (Shreve, 1934)
- Bothriopsis albocarinata (Shreve, 1934)

Bothrops pulchra est une espèce de serpents de la famille des Viperidae. 

## Répartition
Cette espèce se rencontre en Équateur et en Colombie entre 1 000 et 2 000 m d'altitude sur le versant Est de la cordillère des Andes.

## Description
C'est un serpent venimeux.

## Publications originales
- Parker, 1934 : Reptiles and amphibians from southern Ecuador. Annals and Magazine of Natural History, sér. 10, vol. 14, p. 264-273.
- Peters, 1862 : Über die craniologischen Verschiedenheiten der Grubenottern (Trigonocephali) und über eine neue Art der Gattung Bothriechis. Monatsbericht der Königlich-Preussischen Akademie der Wissenschaften zu Berlin, vol. 1862, p. 670-674 (texte intégral).
- Shreve, 1934 : Notes on Ecuadorian snakes. Occasional papers of the Boston Society of Natural History, vol. 8, p. 125-131 (texte intégral).